# Ptychopariida
Gli Ptychopariida sono un ordine di trilobiti vissuti in 
Europa, Nord America e Asia. Comparvero nel Cambriano Inferiore e si estinsero nel Ordoviciano Superiore.

## Descrizione
Gli Ptychopariida  possiedono suture facciali ben visibili che delimitano il cranidium (parte del cephalon che include fixigena e gabella.)Alcune specie sono privi di occhi. 
I segmenti toracici sono spesso 8 o più. 
Sono micropigi, il loro pygidium era più piccolo durante il Cambriano, ma è diventato più grande durante l'Ordoviciano. 

## Etimologia
La parola Ptychopariida deriva dal greco, πτύξ(nominativo) - πτυχός(genitivo) che significa piega, e πάρος che vuol dire davanti.

## Classificazione
Subordine Olenina
- Superfamiglia Olenoidea
  - Famiglia Ellipsocephaloididae
  - Famiglia Olenidae
- Superfamglia Incertae sedis
  - Genere Triarthrus

Subordine Ptychopariina
- Superfamiglia Ellipsocephaloidea
  - Famiglia Agraulidae
  - Famiglia Aldonaiidae
  - Famiglia Bigotinidae
  - Famiglia Chengkouiidae
  - Famiglia Ellipsocephalidae
  - Famiglia Estaingiidae
  - Famiglia Palaeolenidae
  - Famiglia Yunnanocephalidae
- Superfamiglia Ptychoparioidea
  - Famiglia Acrocephalitidae
  - Famiglia Alokistocaridae
  - Famiglia Antagmidae
  - Famiglia Asaphiscidae
  - Famiglia Atopidae
  - Famiglia Bolaspididae
  - Famiglia Cedariidae
  - Famiglia Changshaniidae
  - Famiglia Conocoryphidae
  - Famiglia Conokephalinidae
  - Famiglia Crepicephalidae
  - Famiglia Diceratocephalidae
  - Famiglia Elviniidae
  - Famiglia Eulomidae
  - Famiglia Holocephalinidae
  - Famiglia Ignotogregatidae
  - Famiglia Inouyiidae
  - Famiglia Isocolidae
  - Famiglia Kingstoniidae
  - Famiglia Liostracinidae
  - Famiglia Llanoaspididae
  - Famiglia Lonchocephalidae
  - Famiglia Lorenzellidae
  - Famiglia Mapaniidae
  - Famiglia Marjumiidae
  - Famiglia Menomoniidae
  - Famiglia Nepeidae
  - Famiglia Norwoodiidae
  - Famiglia Papyriaspididae
  - Famiglia Phylacteridae
  - Famiglia Proasaphiscidae
  - Famiglia Ptychopariidae
  - Famiglia Shumardiidae
  - Famiglia Solenopleuridae
  - Famiglia Tricrepicephalidae
  - Famiglia Utiidae
  - Famiglia Wuaniidae
- Superfamiglia Incertae sedis
  - GenereTonopahella

Subordine incertae sedis
- Famiglia Avoninidae
- Famiglia Catillicephalidae
- Famiglia Ityophoridae
- Famiglia Plethopeltidae